# Hambúrguer Afegão
Hambúrguer afegão (também conhecido como hambúrguer cabuli) é um wrap de Fast-food afegão que consiste em um pedaço de pão afegão enrolado em batatas fritas, junto com chutney e outros condimentos, vegetais e muitas vezes salsichas ou outras carnes. Ele pega emprestado influências da culinária afegã e foi popularizado dentro do Paquistão por imigrantes afegãos (especialmente em Islamabade, onde é considerado um dos alimentos básicos de rua da cidade, e em Pexauar).